# Dennis H. Wright
Dennis Howard Wright (* 11. August 1931; † 8. April 2020) war ein britischer Pathologe.
Wright war 1960 bis 1968 Reader in Pathologie am Makerere University College in Kampala in Uganda und 1968 bis 1972 Reader an der University of Birmingham. Von ihrer Gründung 1972 bis zu seiner Emeritierung 1995 Professor für Pathologie an der University of Southampton Medical School.
Er befasste sich mit der Pathologie des Lymphknotensystems und Diagnostik von Lymphknoten-Tumoren. Er schrieb auch ein Buch über die Pathologie der Milz.
1973 erhielt er den Paul-Ehrlich-und-Ludwig-Darmstaedter-Preis. Er war Fellow des Royal College of Pathologists und war Präsident der European Haematopathology Society.

## Schriften
- mit Bridget Wilkins Illustrated Pathology of the Spleen, Cambridge University Press 2000
- mit Bruce J. Addis, Anthony S.-Y. Leong Diagnostic lymph node pathology, 2006, 2. Auflage, London, Hodder Arnold 2011
- mit D. B. Jones (Herausgeber) Lymphoproliferative Diseases, Kluwer 1990
- mit Peter G. Isaacson Biopsy pathology of the lymphoreticular system, Williams and Wilkins, Baltimore 1983
- mit Denis P. Burkitt Burkitts Lymphoma, Livingstone 1970